# Dhussa
Dhussa (nep. धुष), teraz Benighat Rorang (nep. बेनिघाट राेराङ) – gaun wikas samiti w środkowej części Nepalu w strefie Bagmati w dystrykcie Dhading. Według nepalskiego spisu powszechnego z 2001 roku liczył on 1174 gospodarstw domowych i 6530 mieszkańców (3263 kobiet i 3267 mężczyzn).